# 149
Cette page concerne l'année 149  du calendrier julien. Pour l'année 149 av. J.-C., voir 149 av. J.-C. Pour le nombre 149, voir 149 (nombre).
L'année 149 est une année commune qui commence un mardi.

## Événements
- Début de la construction du cirque romain d'Arles selon la dendrochronologie[1].

## Naissances en 149
- 7 mars : Lucille, impératrice romaine, seconde fille de Marc Aurèle et de Faustine la Jeune.
- Chūai, empereur légendaire du Japon.